# 锦帐竹
锦帐竹（学名：Indocalamus pseudosinicus）为禾本科箬竹属下的一个种。

## 扩展阅读
- 維基物種上的相關：锦帐竹